# Studnica (Basse-Silésie)
Pour les articles homonymes, voir Studnica.
Studnica est une localité polonaise de la gmina de Miłkowice, située dans le powiat de Legnica en voïvodie de Basse-Silésie.